# Skara Brae
Skara Brae (engelskt uttal: [ˈskæɹə ˈbɹeɪ]) är en förhistorisk bosättning i Bay of Skaill på västkusten av ön Mainland på Orkneyöarna i Skottland. Bosättningen består av åtta stenhus och beboddes uppskattningsvis mellan 3180 och 2500 f. Kr. Husen är förbundna med passager på ett sätt som gör att bosättningen kan sägas vara den första i området som har karaktären av en renodlad by. Arkeologerna uppskattar att bosättningen som mest hyste 50–100 personer.
Skara Brae har kallats ”Skottlands Pompeji” eftersom fornlämningen är så välbevarad. På grund av den omgivande sanden och husens isolering mot kyla har både byggnaderna och deras innehåll skyddats på ett anmärkningsvärt sätt genom årtusendena.
Byn upptäcktes genom att den kom i dagen i de svåra stormar som tidvis härjar Orkneyöarna. Det skedde 1850 och sedan 1924. Bosättningen blev föremål för utgrävning i slutet av 1850-talet och 1928–1930. En omsorgsfull arkeologisk undersökning skedde först på 1970-talet.
1999 blev bosättningen upptagen på Unescos världsarvslista tillsammans med Maes Howe, Stones of Stenness och Ring of Brodgar under samlingsnamnet Heart of Neolithic Orkney (Hjärtat av neolitiska Orkney) och är ett av Skottlands fem världsarv. De andra är Edinburgh, Limes (Antoninus mur), New Lanark och St Kilda.

## Upptäckten och det tidiga utforskandet
Vintern 1850 drabbades Orkneyöarna av en svår storm som orsakade stor förödelse och fler än 200 dödsfall. I Bay of Skaill hade stormen blottlagt jorden vid en oregelbunden kulle som kallades "Skerrabra". Sedan stormen bedarrat upptäckte bybor konturerna av en bosättning i sanden. Den bestod av ett antal små hus utan tak.
William Watt of Skaill, laird i området, påbörjade en lekmannamässig utgrävning, men övergav projektet 1868 efter att ha grävt ut fyra hus. Bosättningen fick vara ifred till 1913, då den plundrades på ett okänt antal föremål. 1924 kom fler rester av byn fram efter en ny storm. Delar av ett hus sveptes med i stormen, varför det bestämdes att bosättningen skulle säkras och undersökas noggrannare. Uppdraget gavs till professor Vere Gordon Childe vid Edinburghs universitet. Childe besökte Skara Brae för första gången 1927.

## Utgrävningarna
Mellan 1928 och 1930 genomförde universitetet arkeologiska utgrävningar. Att det inte blev så mycket fråga om arkeologi antyds av professor Childes egna kommentarer:
| ” | Jag hade nöjet att få vara med under arbetet med att bevara den anmärkningsvärda förhistoriska byn Skara Brae och att övervaka de slumpvisa arkeologiska resultaten av detta. | „ |

Trots allt lyckades arbetet med att pussla ihop byns struktur ganska väl. Husen var byggda med golv och väggar av kökkenmödding för att isolera mot det hårda vinterklimatet. I genomsnitt var husen 40 kvadratmeter stora, med ett stort kvadratiskt rum i mitten där härden fanns. Husen var ovanligt väl bevarade, av flera anledningar. Kökkenmöddingen hade utgjort ett bra skydd runt huskropparna och sanden hade fyllt ut själva huskropparna och bevarat bosättningen genom årtusendena. Dessutom var både hus och inredning i sten, eftersom invånarna behövde använda virket, som det fanns knappt av, till annat.

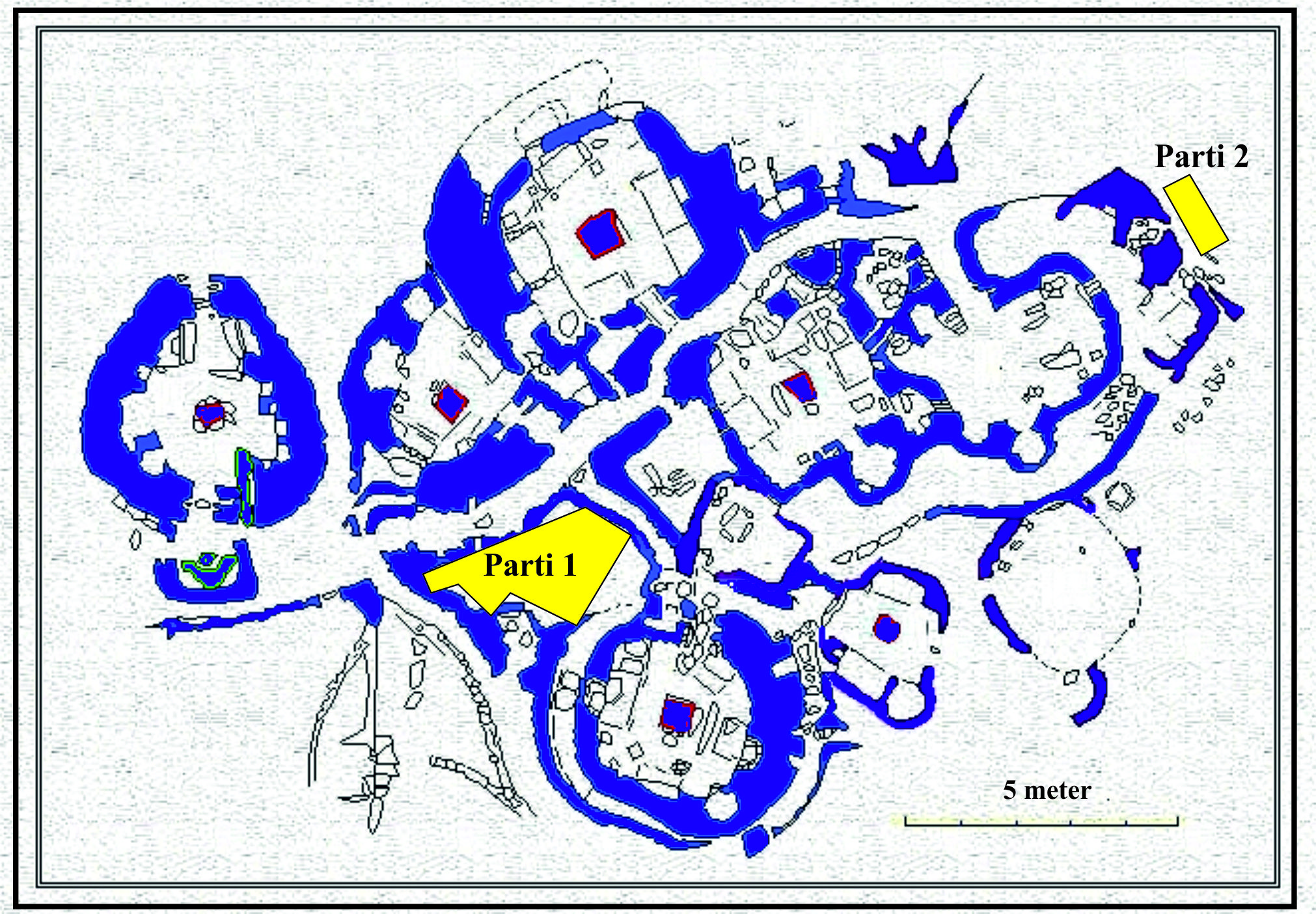
Skiss över utgrävningen på 1970-talet vid Skara Brae. De båda partierna är utmärkta med gult.

Det som inte lyckades på grund av tidens bristande teknik åtgärdades på 1970-talet. Två nya delar av området grävdes fram 1972–1973 under ledning av arkeologerna David V. Clarke och Alexandra Shepherd. För utgrävningarna valdes partier där kökkenmödding fanns kvar i jorden.
Den ena delen låg mellan de tidigare utgrävda husen och hade kökkenmödding till ett djup av nästan fyra meter. Det andra partiet låg strax norr om de tidigare utgrävningarna, i ett område där Childe grävt ut vattenfylld kökkenmödding. Man hoppades att fukten skulle ha fått växtmaterial att bevaras och att modernare teknik skulle kunna belysa en hel del dittills obesvarade frågor. Det visade sig vara riktigt. Fynden i detta parti bidrog bland annat till att ge en god bild av invånarnas kosthållning.
Kökkenmöddingen isolerade inte enbart väggar och golv, utan täckte också taken på de tunnlar som förband husen med varandra. Childe beskrev det målande som att kökkenmöddingen stod ”i samma förhållande till stugor och tunnlar, som kött till organ och ådror i en levande kropp”.
Arkeologen Anna Ritchie, som deltagit i ett flertal utgrävningar på Orkneyöarna, konstaterar att detta är ett av flera skäl att se på bebyggelsen i Skara Brae som något utöver det vanliga. Hon menade att invånarna verkade ha haft en önskan om att leva åtminstone halvvägs under jord. En förklaring till detta är att hela bosättningen byggdes i sten och därför behövde all upptänklig isolering mot vinden och kylan.

### Datering av bosättningen
Arbetshypotesen när utgrävningarna började i slutet av 1920-talet var att bosättningen var från 500-talet f. Kr. och av piktiskt ursprung. Att bosättningen var av äldre datum klarnade en bit i taget, men den rätta åldern fastslogs först vid utgrävningarna på 1970-talet. Detta skedde när kol-14-dateringar avslöjade att bosättningen var från yngre stenåldern (neolitikum) och beboddes ungefär under 600 år under intervallet 3200 och 2500 f. Kr. Skara Brae är därmed en av de äldsta jordbruksbyarna i Storbritannien, där de tidigare bosättningarna bestått av enstaka hus, visserligen ibland nära, men aldrig förbundna med varandra.

#### Kol 14-dateringarna
De C14-dateringar som gjorts finns offentliggjorda av RCAHMS (Royal Commission on the Ancient and Historical Monuments of Scotland). Resultaten finns online i deras databas Canmore, presenterade både med okalibererade värden, det vill säga i år före nutid (BP = Before Present), och kalibrerade till årtal.
Flertalet är gjorda i samband med utgrävningarna på 1970-talet. Det rör sig om totalt 41 dateringar, varav merparten är gjorda på djurben (31) och resten på förkolnad spannmål (6) och snäckskal (4).

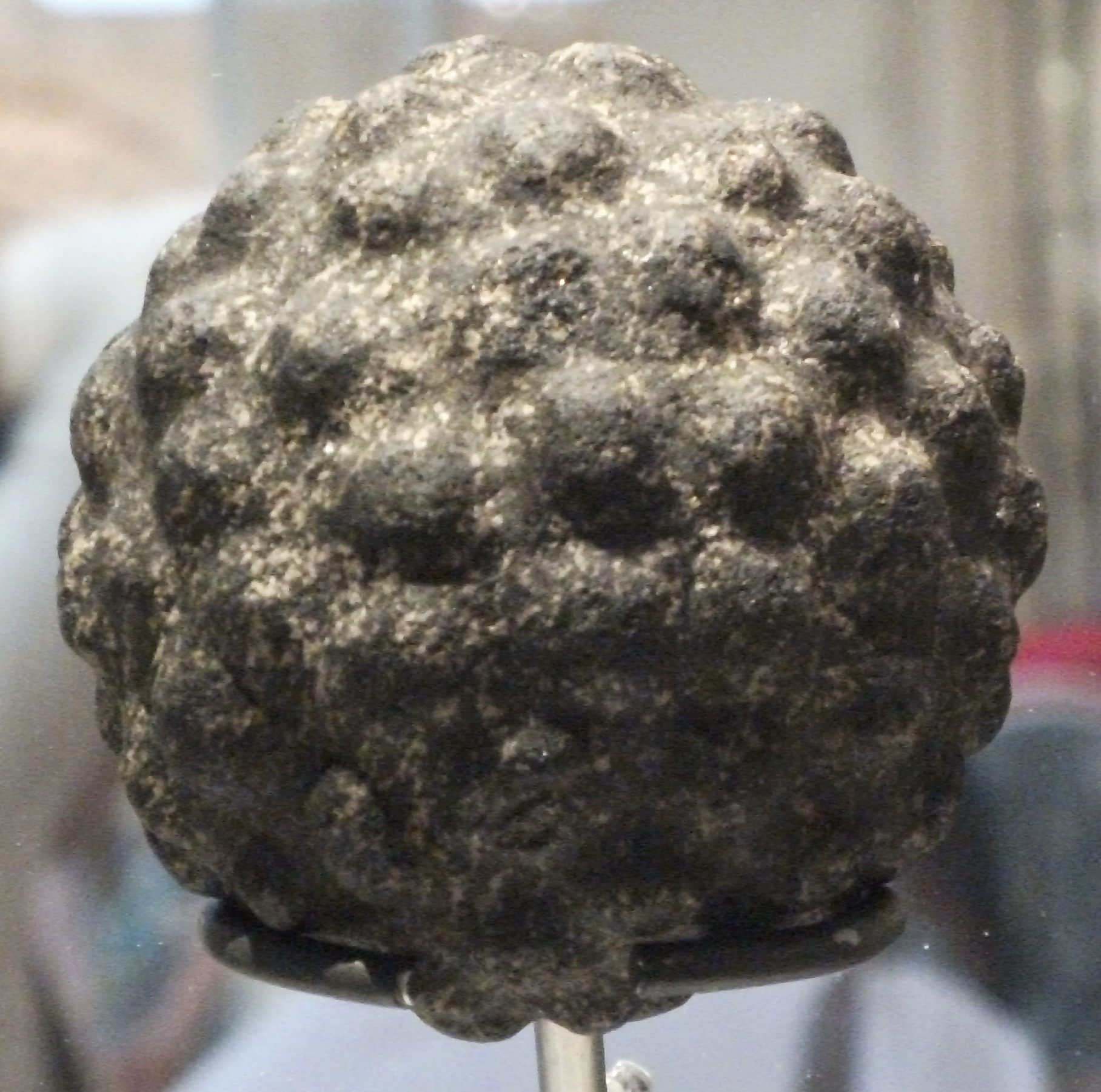
Snidat stenklot som bedöms vara från yngre stenåldern.

### Arkeologiska fynd
Ett antal gåtfulla snidade stenklot har hittats vid bosättningen.
Liknande föremål har grävts fram runtom i Skottland, de flesta i norra delarna och totalt närmare 400. Spiralmönstren på en del av dessa stenklot överensstämmer med föremål funna i Boyne Valley på Irland.
Vissa stenklot är tillverkade i sandsten. Försök har visat att dessa kan tillverkas på några timmar. Men några är bearbetade på ett sätt som förutsätter verktyg i metall, vilket innebär att de knappast är från stenåldern. De T-formade föremålen från Skara Brae är skapade i ett mycket hårt material. Gordon Childe beskriver dessa som “ett av de mest fantastiska bevisen på människans skicklighet och tålamod som vi känner”.
Liknande symboler som på stenkloten har ristats i stenöverliggare och sängstolpar i husen. Symbolerna beskrivs ibland som ”runskrift” och har varit föremål för översättningsförsök.
Många föremål som hittats är tillverkade av däggdjurs-, fisk-, fågel-, val- och valrossben och av späckhuggartänder och innefattar sylar, nålar, knivar, pärlor, skarvyxor, spadar, små skålar och mest anmärkningsvärt elfenbensnålar upp till 25 centimeter långa.
Så kallade Skaill-knivar användes flitigt som verktyg i Skara Brae. Dessa bestod av vassa skärvor som knackats loss från sandsten. Fynd av Skaill-knivar har gjorts över hela Orkney och Shetland.
Utgrävningarna i början på 1970-talet kom ner i lager som förblivit vattenfyllda och därigenom bevarat föremål som annars skulle ha förstörts. Bland annat hittades ett trähandtag och ett nystan med vriden ljung, ett av väldigt få kända fynd av rep från neolitisk tid.

#### Återfynd
2016 gjordes ett återfynd av en värdefull figurin i valben. Det var den så kallade Skara Brae Buddo, som upphittades 1860 av William G. Watt vid utgrävningar av hus nummer tre, men som senare tappades bort. Den återfanns vid en genomgång av arkiverade lådor vid Stromness-museet. Figurinen är 9,5 centimeter hög och 7,5 centimeter bred. Watts fynd finns beskriven som en fetisch eller gudabild i antikvarien George Petries rapport från 1867. I övrigt är den känd endast från en skiss i en av Petries anteckningsböcker. Figurinen betecknades vid upphittandet som museets nya juvel, av ordföranden för Stromess-museet, Kathleen Ireland.

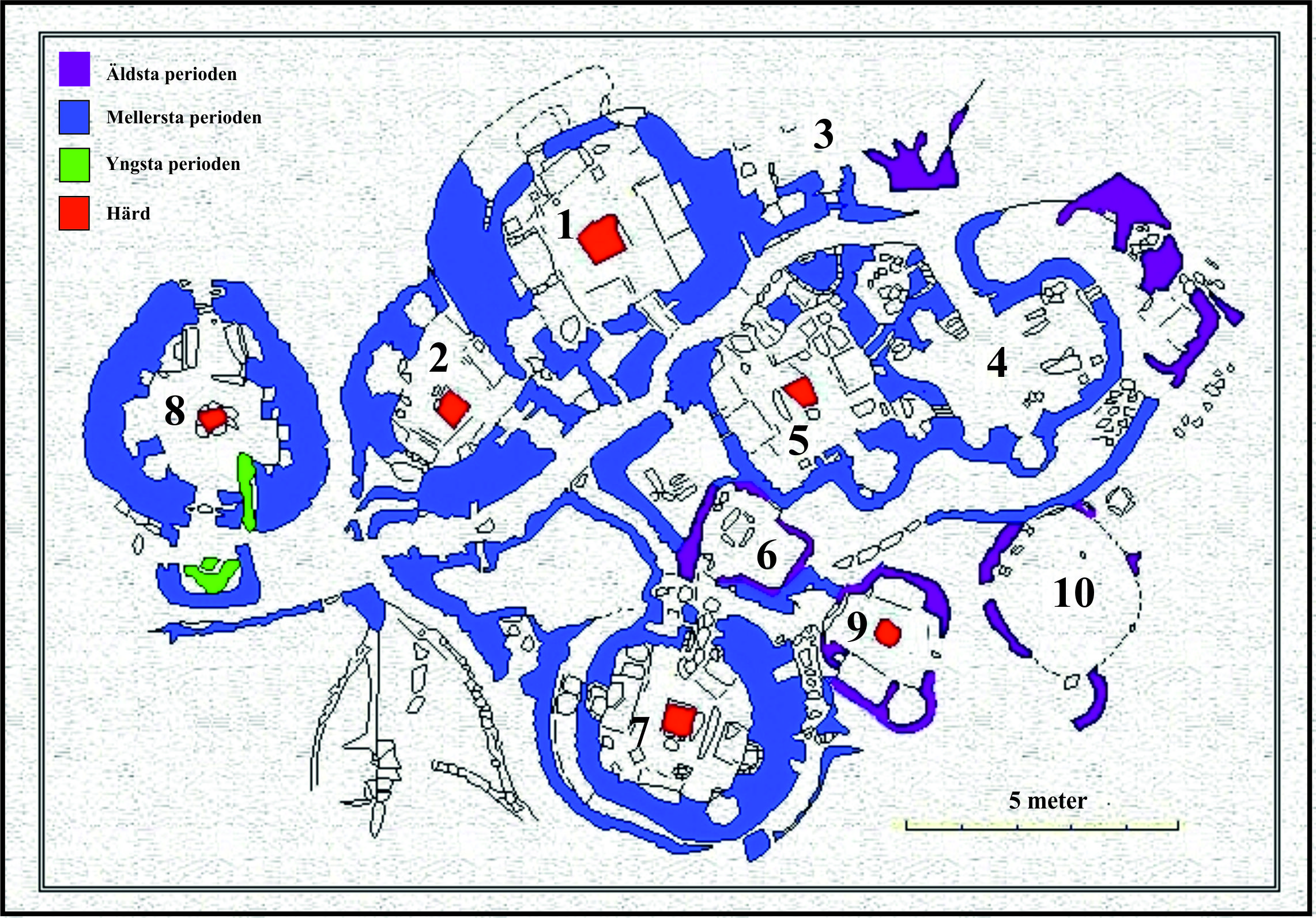
Skiss över bosättningen vid Skara Brae.

### Bosättningens delar
Sedan bosättningen grävts ut visade det sig att delarna daterar sig olika långt tillbaka i tiden. På kartan till höger har de tio hus som frilagts färgats i tre olika blåfärger för att särskilja tre olika byggnadsperioder, från 3100 f. Kr till 2500 f. Kr. Även de äldsta delarna av bosättningen bär tecken på återanvänt material vilket tyder på att bosättningen grundlagts ännu tidigare.
Om man ska gradera själva husen i yngre och äldre utgör hus 1, 3, 4 och 5 en äldre del och hus 2, 6, 7 och 8 en yngre, slutlig del. Alla byggdes under den senare delen av bosättningsperioden. Dessutom finns rester av två byggnader som byggts betydligt tidigare.
Sex härdar har hittats, använda till både uppvärmning och matlagning. Intill härdarna fanns lådor i sten, som var kittade för att vara vattentäta. Arkeologerna tror att stenlådorna i huvudsak användes för att blötlägga de skålsnäckor som användes som fiskbete. Utan blötläggning är skålsnäckorna inget bra fiskbete.
När bosättningen en gång i tiden uppfördes stod husen drygt 1500 meter från havet, omgiven av lämplig betesmark. Nu har havet grävt sig närmare, så att besökaren kan tro att byn byggts vid stranden.
Den sten som användes som byggnadsmaterial var röd sandsten, som det finns gott om över hela Orkney. Den är lätt att dela i plattor av lämplig tjocklek och har kommit till flitig användning som byggnadsmaterial runt om i världen, där den funnits att tillgå.
När bosättningen var som störst omfattade den sju eller åtta hus, som stod i förbindelse med varandra med tunnlar. Med tanke på antalet hus verkar det inte troligt att Skara Brae haft mer än 50 innevånare någon gång under bosättningstiden.
Byggnaderna har bestått av ett enda avlångt rum, 20–40 kvadratmeter i yta. Tunnlarna som förband husen var låga, något mindre än en meter höga och en halv meter breda. Dörrarna var också låga, men det ska inte tolkas som att befolkningen var lågväxt. Det var snarare en fråga om att få en bättre värmehushållning på den blåsiga ön. Dörrarna var inte hängda. De bestod av en platta av sten eller trä, lagom stor för dörröppningen, som fästes i öppningen med stång, så att de var lätta att öppna. Stängerna tillverkades av valben och trä.
Avloppet från respektive hus stod i förbindelse i ett avloppssystem för hela bosättningen och innefattade en enklare toalett i varje hus. Själva byggnaderna har bevarats i sanden, däremot finns inget kvar av taken. Arkeologernas teori är att taken byggdes på en stomme av drivved och valben och att det varierade mellan husbyggena, beroende på vad som fanns tillgängligt. Taken täcktes förmodligen med torv och hölls fast av rep tvinnade av ljung. Det är möjligt att också sandsten användes för att täcka taken, men utgrävningarna har inte hittat några rester som tyder på det.
De möbler som grävts fram är tillverkade i sten – också det ett tecken på bristen på trä. På båda sidor om de härdar som återfunnits fanns rektangulära stenlådor som tjänat som sängar, bäddade med halm och ljung eller ormbunksblad och täckta med får- eller sälskinn. Även skåp, byråer, stolar och förvaringslådor i husen var byggda i sten, liksom dörrarna. Ytterdörrarna var försedda med en stång som kunde skjutas in i dörrposten, så att dörren hölls stängd.
Sju av husen hade en likartad disposition och möblering. I det som numrerats som det åttonde har däremot varken skåp eller förvaringslådor hittats. Detta kan ha varit någon form av verkstad. Fynden av sten som vittrat av värme och något som liknar en rökkanal stöder tolkningen. Vidare står huset avskilt från de övriga och har inte isolerats med kökkenmödding.
Bosättningen uppvisar den tidigast dokumenterade förekomsten i Europa av människoloppa av arten Pulex irritans.

#### Byn ovanpå byn
Eftersom byn bebotts i över 600 år är den fornlämning som arkeologerna grävt ut till stora delar lämningarna efter det sista århundradet av byns bebyggelse. Efter ungefär 300 år bestämde sig invånarna för att förbättra boendet. Detta ledde till att det gradvis byggdes en ny by ovanpå den gamla. Utgrävningarna tyder på att den nya byn tog upp till en hel generation att bygga. Den äldre byn jämnades med marken och den nya byggdes ovanpå. Det går inte att säga hur den äldre byn såg ut. De två allra äldsta husen går att beskriva eftersom inga nya hus byggdes ovanpå. De var istället begravda under de tjocka lager av kökkenmödding, som de nya husen byggdes på.
Konstruktionen av de yngre husen påminner om de äldre, men husgrunderna har större yta. Kanske beror detta på att det med tiden fanns mer kökkenmödding att bygga med, vilket gav stabilare konstruktion och därmed möjlighet att bygga större. Huskropparna sitter bättre ihop. De äldsta husen ger intryck av en mer fristående konstruktion. Det finns också en skillnad i möbleringen – sängarna har i de yngre husen fått plats inne i rummet, medan de byggts in i väggen på de äldsta.

### Klimatet i Skara Brae
Trots den nordliga latituden har Orkneyöarna ett milt klimat tack vare Golfströmmen. Men öarna piskas av hårda vindar, något som verkar ha ökat ungefär 3800 f. Kr., det vill säga ett halvt årtusende innan Skara Brae bosattes permanent. Detta ledde till att ön impregnerades med både sand och salt. Den skog som fanns på öarna och som bland annat bestod av björk, hassel och sälg försvann gradvis. När bosättarna kom hade skogen ersatts av buskmark och grässlätter med böljande sanddyner.
Trots det hårda vädret var det varmare än idag på Orkney. Det var ungefär två grader högre medeltemperatur, vilket gjorde stor skillnad. Det varmare klimatet har påvisats med pollenanalys, men också vid utgrävningar. Stora mängder av fisken skärsnultra (Symphodus melops) har hittats vid Quanterness och Pagrus major, en fiskart i familjen havsrudefiskar, har hittats vid Midhowe, Rousay. Dessa fiskarter är idag sällsynta så långt norrut.

### Bilder av bosättningen

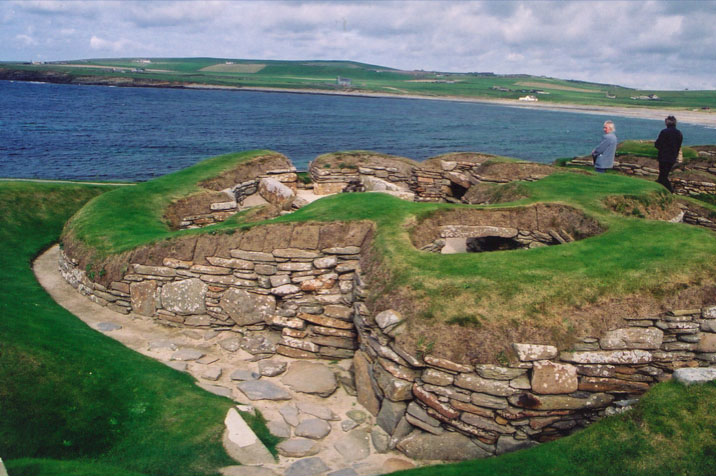
Översiktsbild mot havet.
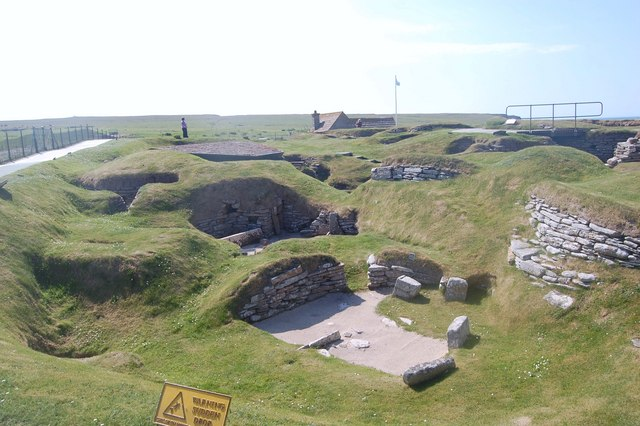
Utsikten mot väster.
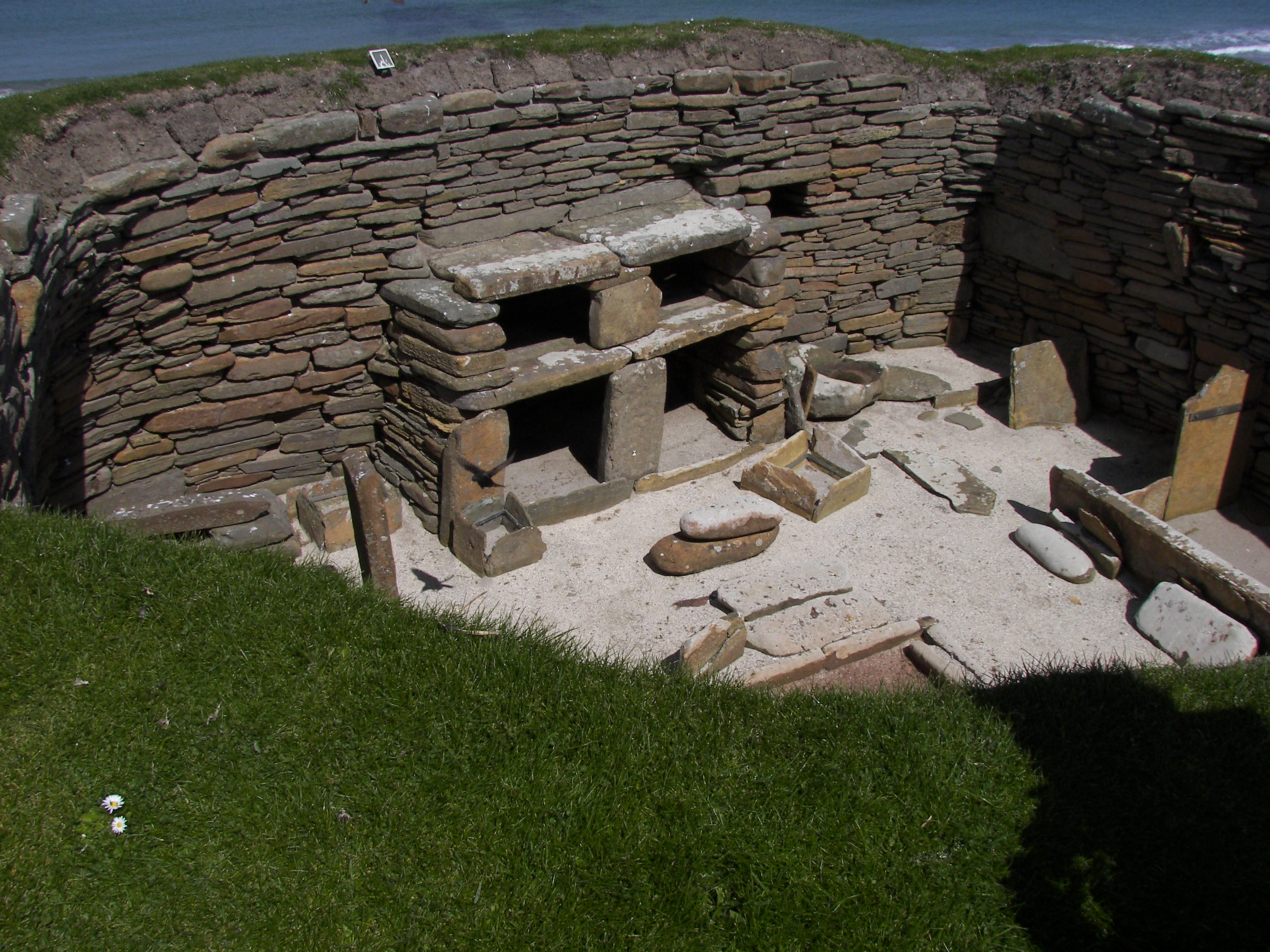
Möblering av hus nummer 1.
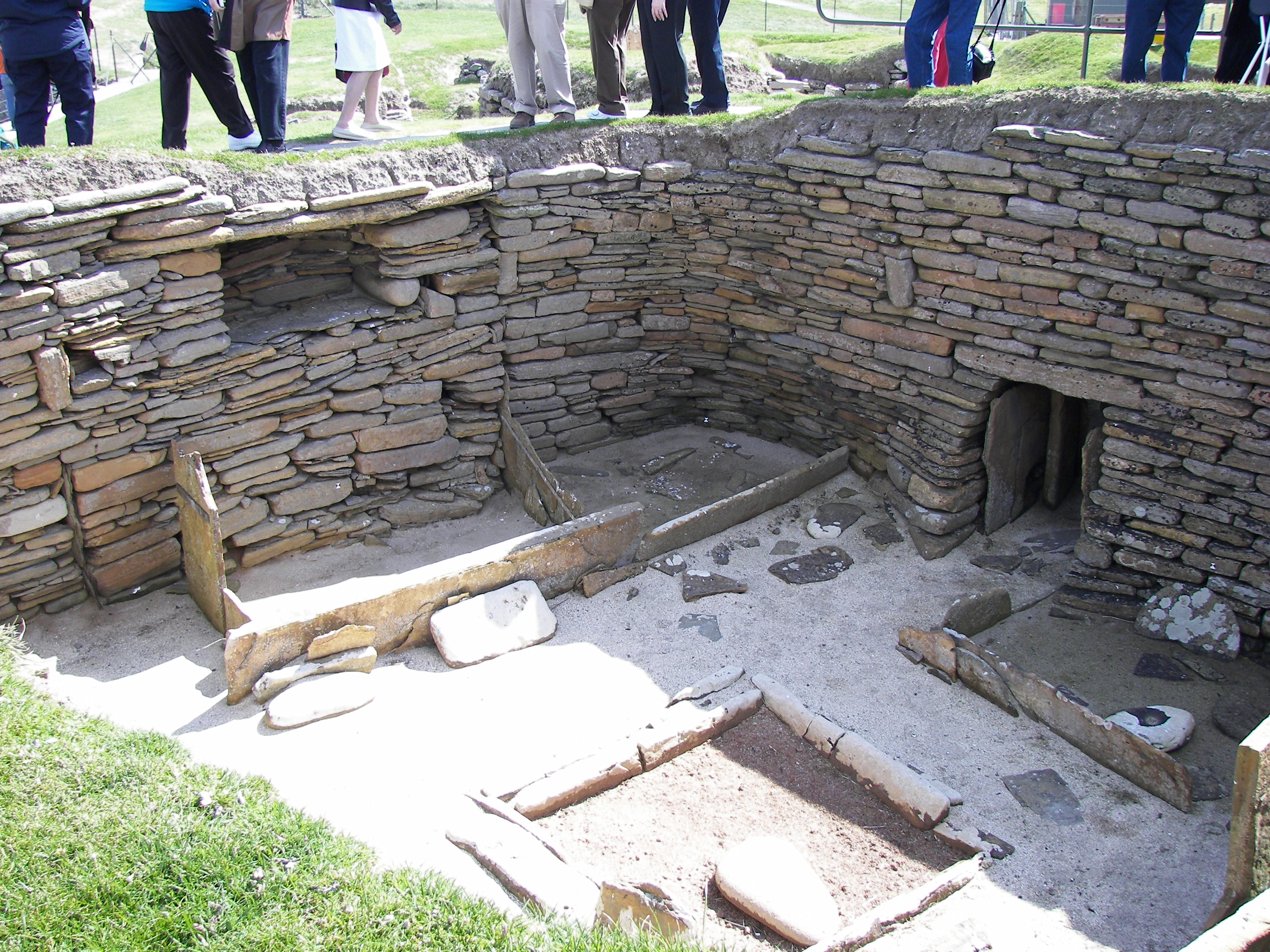
Hus nummer 1 i ett annat perspektiv – notera den låga dörröppningen.
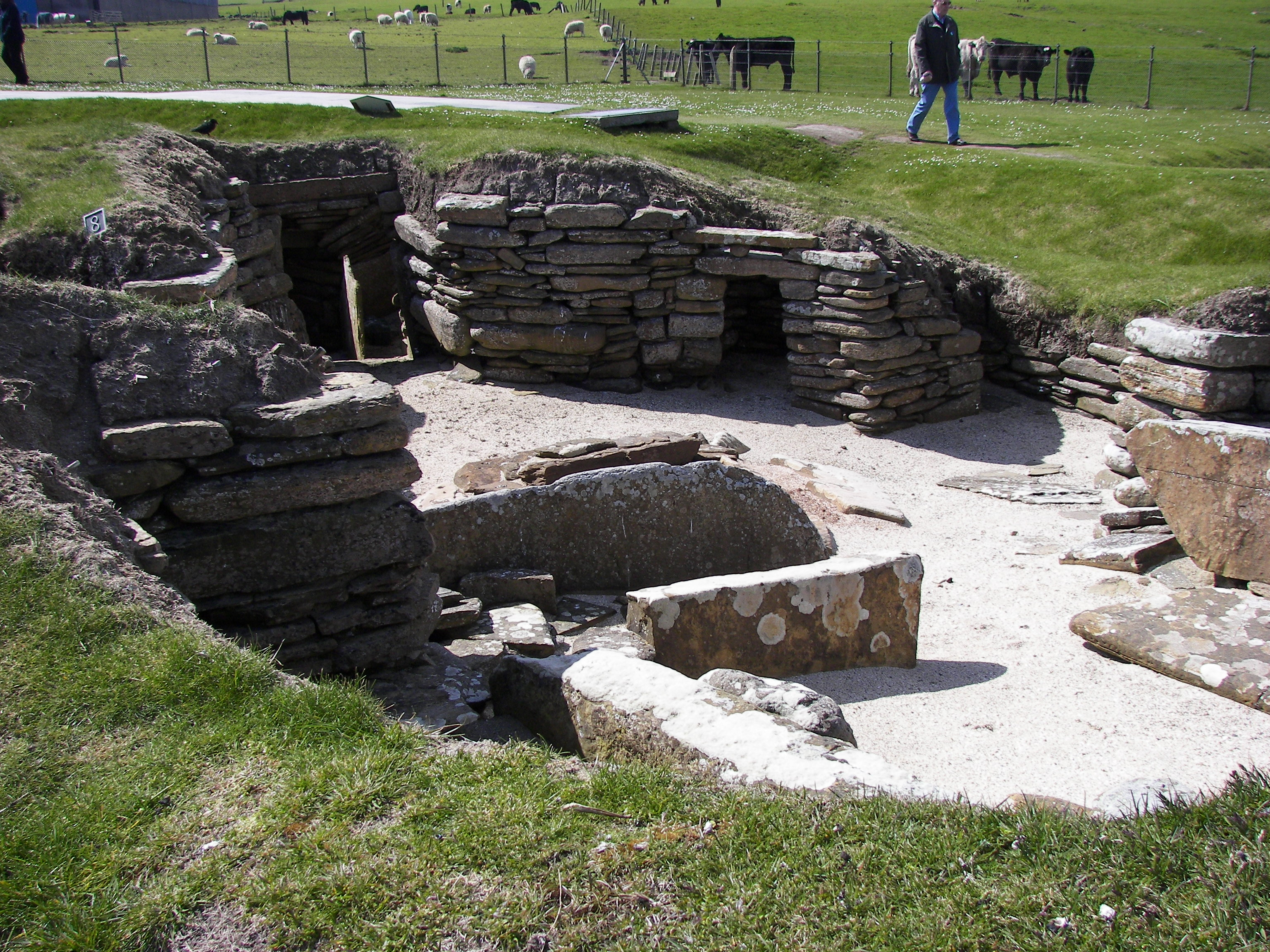
Hus nummer 8, verkstaden.
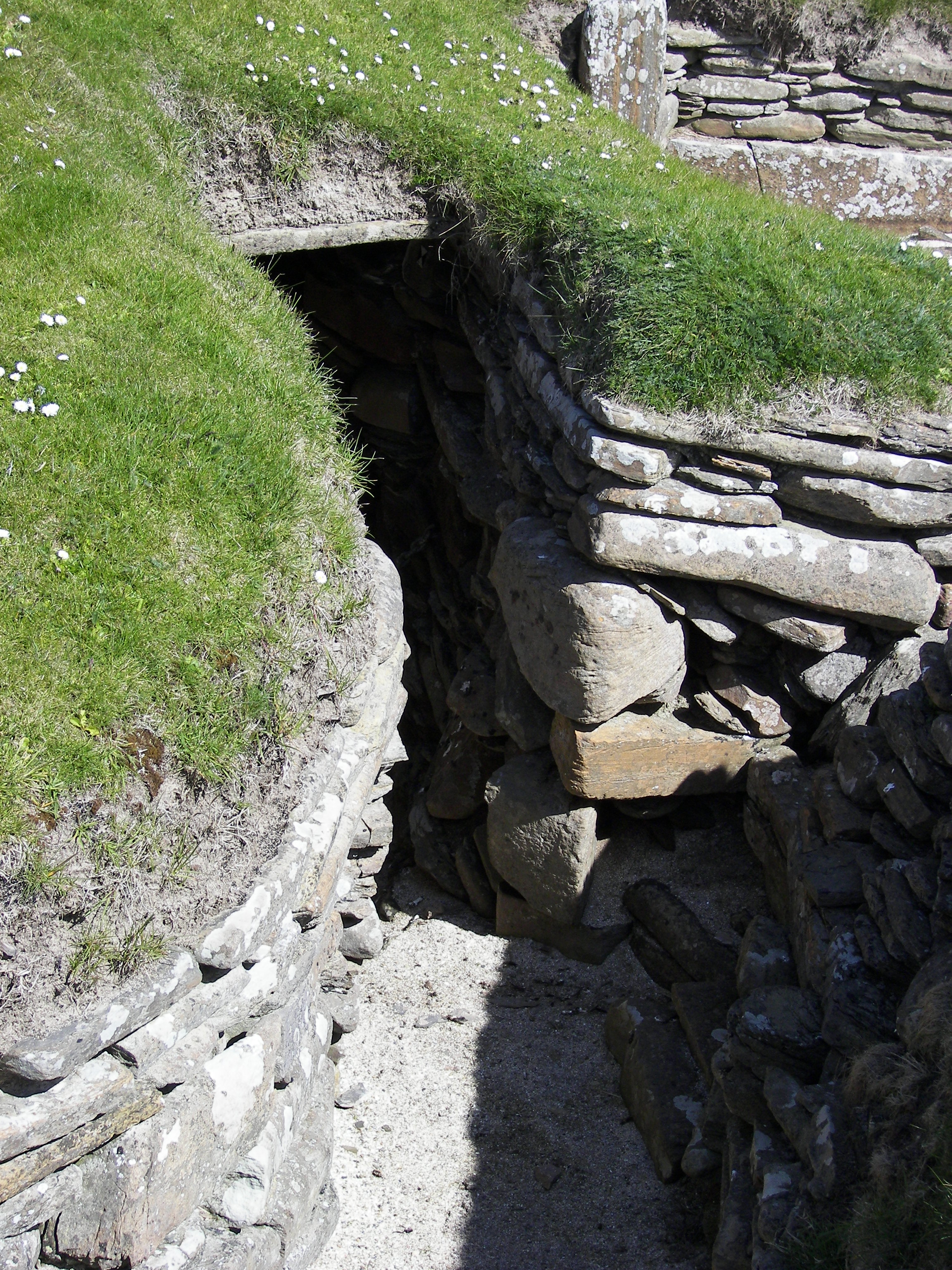
Passage mellan husen.
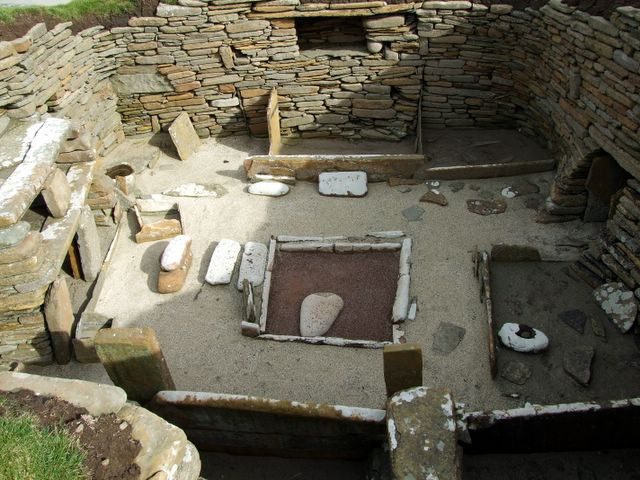
Foto som visar härdens placering mitt i ett av husen.

## Livet i Skara Brae
För femtusen år sedan uppförde invånarna på Orkneyöarna ett komplex av byggnader och bosättningar, där Skara Brae utgör den bäst bevarade.

### Kosten
Ben som hittats i kökkenmöddingen som omger husen tyder på att invånarna var bönder och fiskare med självhushåll. Kött från nötboskap och får eller getter verkar ha bildat huvuddelen av bybornas diet, tillsammans med korn och vete som odlades på de omgivande fälten. Vid den liknande bosättningen vid Rinyo på Rousay har små bakugnar hittats.  Det är därför troligt att även invånarna i Skara Brae kände till konsten att baka bröd.
Som komplement till jordbruket fångade invånarna fisk och skaldjur i stora mängder. Fisket verkar ha varit kustbundet – mestadels torsk och sej. Det breda utbudet av skaldjur i kosten är gemensamt med pikternas och med öbornas ända in på 1900-talet.
Enorma mängder skal av skålsnäckor har hittats, men dessa var förmodligen inte daglig kost i Skara Brae, utan betraktades som nödkost. De fångades i övrigt för att användas som bete.
På ön fanns kronhjort och vildsvin, som jagades för köttets skull, men också för att bli råmaterial för de redskap som behövs i det dagliga livet – nålar, spadar, stift, knivar, hackor och skarvyxor.
Sälkött ingick i kosten liksom en och annan strandad val.
Sammantaget verkar invånarnas meny ha varit rik och omväxlande:
- Kött – nötkött, lamm, gris, rådjur, get
- Från havet – torsk, gråsej, hummer, krabba, musslor, sjöborre, ostron, val- och sälkött
- Sjöfågel – kött och ägg – ejder, havssula, sillgrissla, skarv och den nu utdöda garfågeln
- Mjölk från ko, får och get och kanske också ost och andra mjölkprodukter

### Djurhållningen
Invånarna höll nötboskap och grisar. De hade också får eller getter – av utgrävningarna går inte att säga vilketdera. Det kan till och med ha funnits både får och getter vid bosättningen.

### Fisket
Några fiskeredskap har inte återfunnits i bosättningen. Däremot gott om fiskben, mestadels torsk och sej. Detta har fått arkeologerna att dra slutsatsen att fisket till övervägande del var kustbundet.
Inga redskap för valfångst har heller återfunnits. En del verktyg är tillverkade i valben och arkeologerna tror att valben också kan ha använts i takkonstruktionerna och som bränsle. Väldigt litet rester av valben har hittats. Detta styrker tesen att aktiv valjakt inte förekommit. Troligtvis nöjde sig bosättningen med att ta tillvara strandade valar.

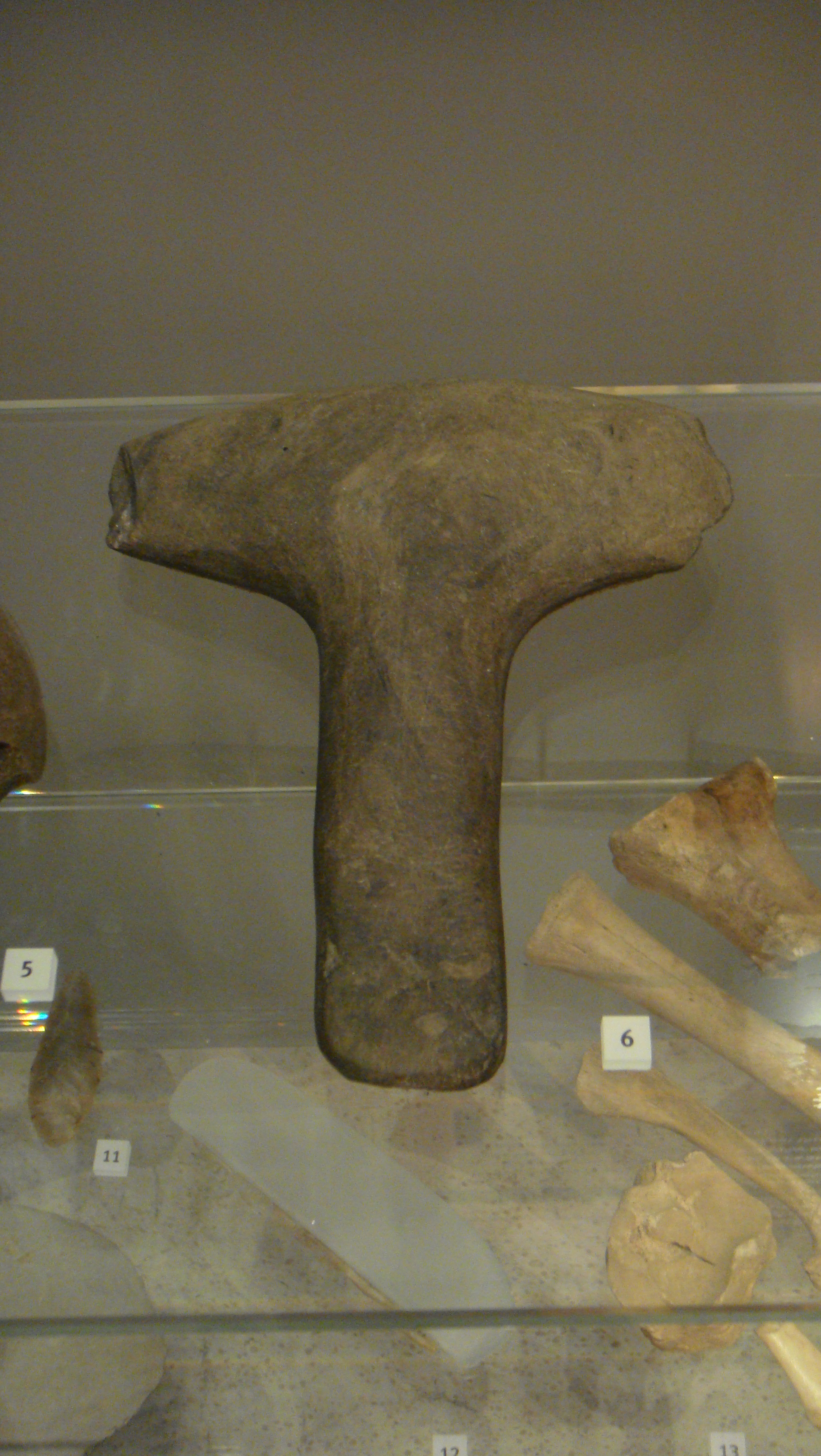
Yxa från Skara Brae.

### Verktygen
De fynd som gjorts tyder på att verktygen tillverkades i två steg. Det var brist på flintsten, som är utmärkt för att tillverka vassa verktyg. Skiffer fanns det mera av, men det ger ganska slöa verktyg. Därför använde invånarna den begränsande tillgången av sten till att göra små stenverktyg, med vilka de tillverkade verktyg i ben, horn och trä i rätt storlek. Benen kom från nötboskap och från val och säl. Träet var förmodligen drivved eller sådant som erhållits i utbyteshandel. Medan stenålderns folk på andra håll hade sten i sin verktygslåda, hade invånarna i Skara Brae en verktygslåda i ben – och trä.

### Frågan om bränsle och varmhållning
Det är inte klarlagt vilket bränsle invånarna använde för värme och matlagning. Under de århundraden som Skara Brae var bebott fanns i princip ingen skog på ön. Childe var säker på att torv var det bränsle som användes, men noggrann analys av vegetationsmönster och –utveckling tyder på att tjockare lager av torv inte utbildades på ön förrän närmare ettusen år senare. Andra möjliga bränslekällor är drivved, djurspillning och tång. På ett antal ställen har arkeologerna hittas glasaktigt, slaggliknande material som kan vara resterna efter bränd kelp. Ritchie menar i sin sammanfattning av vad arkeologerna kommit fram till att drivved varit alltför värdefull för att eldas. Att gödsel, framför allt kogödsel, varit ett bra bränsle, men som funnits i alltför ringa omfattning. Att tång visserligen fungerat mindre bra, men istället funnits i stora, praktiskt taget obegränsade mängder och därför troligen varit den huvudsakliga bränslekällan. Slutsatsen är att tillgången på bränsle under den här tidsperioden varit ”ett nästan dagligt problem”.

### Klädseln
Inga kläder har bevarats i sanden. Inga redskap för att spinna eller väva har återfunnits, varför arkeologerna i alla fall har dragit slutsatsen att invånarna inte burit textila material. Däremot har många fynd gjorts av verktyg för att sy och att bereda skinn.
Kläderna gjordes förmodligen i skinn och päls från både djurhållning och jakt. Detta inkluderar utter- och mårdskinn. Ben från mård har bland annat hittats vid utgrävningarna i det näraliggande Westray.  Dun från sjöfågel har troligen varit en bra förstärkning till vinterkläderna.

### Belysningen
Om belysningen enbart kom från husens härdar var det riktigt mörkt i de halvt underjordiska boningarna. Det finns inga fynd som styrker att lampor förekommit, men det går heller inte att utesluta. Om det fanns lampor bör dessa ha haft olja från säl, val eller sjöfågel som bränsle. Och om så var fallet, var boningarna ändå tämligen dåligt upplysta.

### Möbler och toalett
Några av världens äldsta bevarade möbler har grävts fram i Skara Brae. Sängarna i de äldsta husen har byggts in i väggen och var förmodligen mycket bekväma. Ändarna och ena långsidan tillverkades av tunna stenplattor och "lådan" fylldes sedan med mjuk mossa. Invånarna tillverkade också hyllskänkar eller serveringsbord av tunna stenplattor, som var det första en besökare fick se, när den klev in genom dörren. Här finns också världens äldsta kända toalett, försedd med avloppssystem. Den daterar sig till ungefär 2800 f. Kr. Stenklädda avloppsrännor ledde bort från toalettrummen och verkar ha gått under bosättningen till en närbelägen klippa, där avfallet rann ut i havet.

### Ventilationen
Boningarna hade med säkerhet rätt dålig luftväxling och var mer eller mindre rökfyllda. Eftersom taken inte bevarats vet arkeologerna inte om det fanns rökhål ovanför härdarna. Från andra bosättningar vet man att där eldstäder inte hade rökhål byggdes taken så att röken kunde ventileras ut mellan tak och väggar. Konstruktionen kunde ha varit av typen rökstuga eller eldhus.

### Avfallshanteringen
Delar av avfallet användes för att bygga och isolera husen, men vad gjorde invånarna med resten? Bosättningar av denna typ samlade ofta på sig en sophög någonstans utanför byn. Någon sådan sophög har inte återfunnits vid utgrävningarna. Det kan vara så att sophögen fanns i det område som havet slukat. Vid Noltland på ön Westray, som har en liknande neolitisk bosättning som Skara Brae, har en sophög på drygt 1 000 kvadratmeter grävts fram.

### Fritiden
Några säkra uppgifter om invånarnas fritidsintressen har utgrävningarna inte gett. Men flera föremål i ben har upphittats som verkar ha använts som tärningar. Dessutom har snidade ben från ko hittats, som kan ha använts i någon form av sällskapsspel eller för att utföra spådomar.

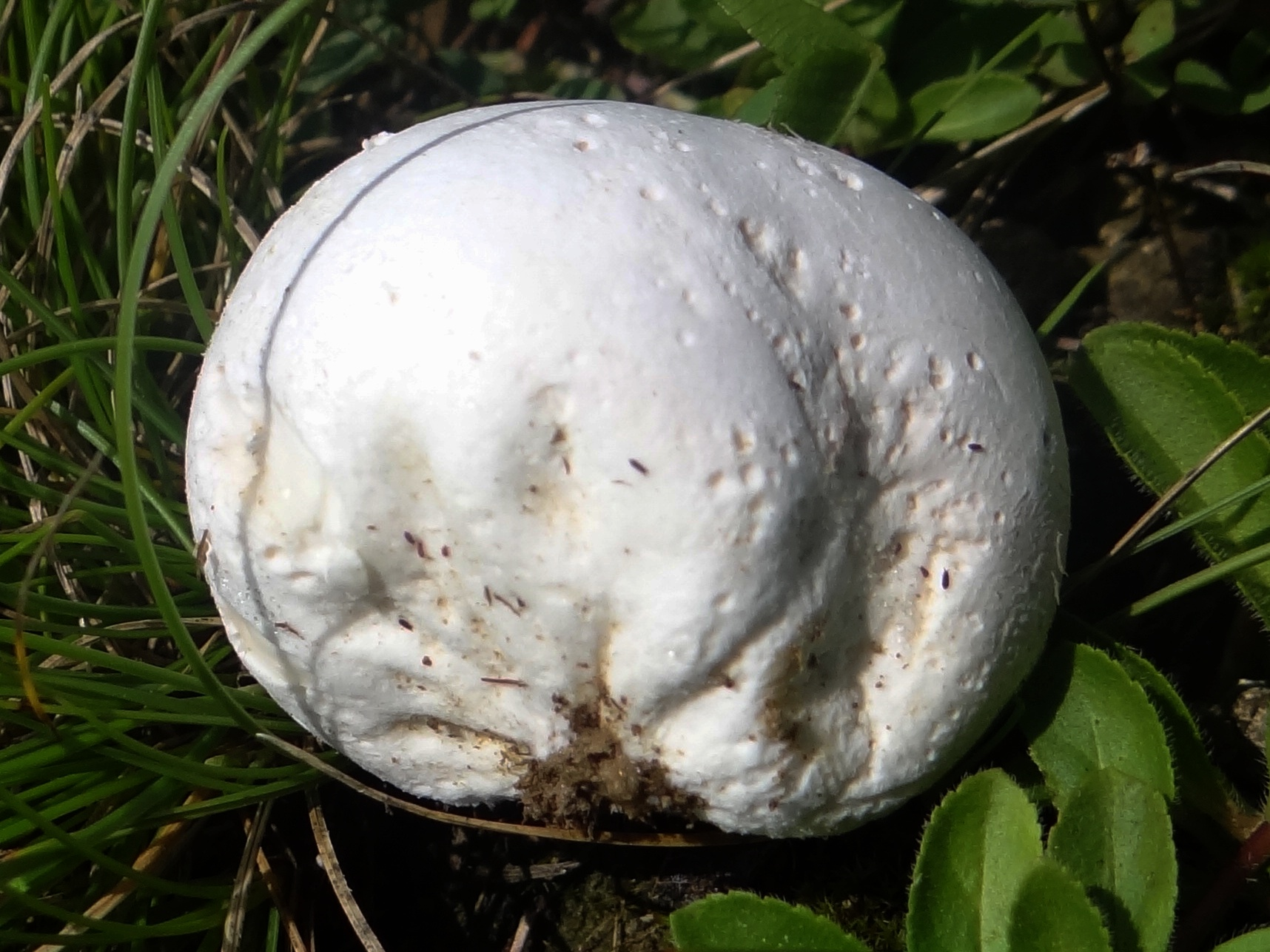
Svartnande äggsvamp, en art av äggsvamp med läkande egenskaper.

### Läkekonsten
Förmodligen fanns en läkekonst som byggde på örtmediciner och att ta vara på annat som naturen bjöd. Det finns ett fynd som stöder det antagandet. Stora mängder av skinn från svartnande äggsvamp (Bovista nigrescens) har gjorts. Svampen är visserligen ätlig medan den mognar, men den har också en blodstillande verkan som varit känd bland stenåldersfolken.

### Ledarskapet i Skara Brae
Skara Brae var ett samhälle av familjer. Huskonstruktionerna är tämligen likartade vilket fått arkeologerna att dra slutsatsen att samhället varit tämligen jämställt, utan övergripande ledarskap. Snarare hade den som var särskilt kunnig på ett område, till exempel fiske, ledarskap utifrån auktoritet.

### Kontakten med andra bosättningar
Skara Brae var ett självhushåll, men det finns en hel del fynd som visar på byteshandel med omgivande byar.
Hematit, som är en värdefull järnmalm, har hittats i bosättningen. Den återfinns närmast på ön Hoy och bör ha erhållits i byteshandel. Hematit användes förmodligen för läderarbeten, för att ge skinnen en bättre finish.
En annan viktig orsak att hålla kontakt med andra bosättningar var att undvika inavel. Det levde aldrig fler än 20 familjer vid Skara Brae, vilket inte räcker för giften inom byn.
De religiösa monument som uppförts på öarna vid denna tidpunkt tyder också på ett samarbete mellan byarna.

## Obesvarade frågor
Det finns gott om frågor som återstår att besvara, eller där arkeologerna ännu bara har delar av svaret.

### Vilka var invånarna?
När bosättningen upptäcktes förutsattes invånarna vara pikter, ett folkslag av okänt ursprung som bosatte sig i östra och norra Skottland under den brittiska järnålderns slutskede, det vill säga någon gång mellan 100 och 400 e. Kr.
Allt eftersom Skara Brae grävdes ut stod det klart att bosättningen var mycket äldre. Men vilka var det då som bodde där?
Det finns inga direkta bevis på kontakter med Skandinavien vid den här tidsperioden. Anna Ritchie sammanfattar därför arkeologernas slutsatser (1995) så här:
De äldsta fynden daterar sig från 3600 f. Kr. och gäller Knap of Howar. Både dessa fynd och fynden vid Skara Brae tyder emellertid på ännu äldre bosättningar. Samtidiga bosättningar har hittats på Shetland. Förmodligen har öarna koloniserats från Caithness på det skotska fastlandets nordostspets. De gravar från äldsta tid som finns i på Orkneyöarna bär stora likheter med motsvarande fynd i Caithness och stödjer den teorin.
Emellertid finns det flera fynd som tyder på betydligt äldre bosättningar i norra Skottland. Till exempel tyder fynd vid Shieldaig i Wester Ross på att de norra delarna kan ha varit befolkade även på jägartiden. Beträffande Orkney är det svårt att veta, eftersom de delar som borde ha bebotts av jägarfolken mestadels hunnit försvinna under vattnet. Utgrävningarna vid Inverness 1979 påvisade emellertid mesolitiska kvarlämningar. Det finns därför visst stöd för teorin att trakten varit bebodd redan under jägartiden. I så fall kan bosättningen i Skara Brae ha rört sig om rent lokala förflyttningar. Även då är Caithness en rimlig gissning.

### Är detta hela bosättningen?
Det finns fortfarande delar av bosättningen kvar i marken, även om det är mindre delar som återstår. Men den stora frågan är hur mycket havet erövrat innan bosättningen upptäcktes 1850. Den bevarades visserligen mycket väl av kökkenmödding och sand, men havet och de hårda stormarna eroderade under århundraden dessförinnan kustlinjen hårt och det är därför möjligt att delar av byn, till och med stora delar, hunnit slukas av havet innan fornlämningen upptäcktes.

### Hade bosättarna ett skriftspråk?

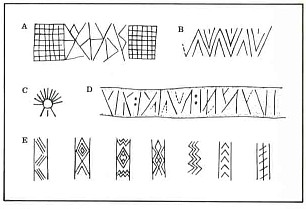
Runliknande symboler funna vid Skara Brae och andra bosättningar på Orkneyöarna.

Det har varit gott om fynd av skrivna symboler vid bosättningen. Sådana har hittats på stenkloten som beskrivits ovan, men också på möbler och sängposter. Symbolerna har beskrivits som "runliknande" och varit föremål för flera översättningsförsök. Castleden menar i sitt verk om “Stonehenge-folket” att de kolon som avskiljer vertikala och diagonala symboler kan vara avskiljare mellan ord. Det finns emellertid inga entydiga bevis för att folket skulle ha haft ett utvecklat skriftspråk.

### Hur typisk är bosättningen?
De flesta utgrävningarna i Skottland har skett vid kusten och ute på öarna. Bidragande orsaker är jordbrukets utveckling men också att havet eroderar kustlinjerna och gör att fynd kommer i dagen. Arkeologerna kämpar mot tiden, för att rädda de fynd som räddas kan. Skara Brae är ett typexempel på detta, där stormarna och havet avslöjade fornlämningarna, men också har tärt på dem.
Ett stort problem med utgrävningarna är att risken för att dra felaktiga slutsatser ökar, när bara vissa miljöer utforskas. Kan man verkligen dra de slutsatser som verkar uppenbara, när inlandet alls inte har utforskats, frågar sig till exempel arkeologen Caroline Wickham-Jones vid Edinburghs universitet.

### Varför övergavs Skara Brae?
Omkring 2500 f.Kr. skedde ytterligare klimatförändringar som gjorde att det blev kallare och fuktigare och bosättningen övergavs.
Det finns många teorier om varför. Särskilt populär är berättelserna om en våldsam storm. Evan Hadingham kombinerade teorin om en storm med fynd som gjorts för att beskriva ett dramatiskt slut för bosättningen:
| ” | Som i fallet med Pompeji, verkar invånarna ha överraskats och flytt i största hast, för många av deras kära ägodelar, som halsband av djurben och -tänder, eller hårnålar av valrossben, lämnades kvar. Rester av valkött upptäcktes i några av sängarna, förmodligen en del av bybornas sista kvällsmål. En kvinna hade så bråttom att hennes halsband rycktes av i den smala dörröppningen och lämnade en rad av pärlor längs ingången, när hon flydde undan den hotande sanden. | „ |

Den här teorin var ett påtagligt skäl för den brittiska arkeologen Jacquetta Hawkes att beskriva Skara Brae som Skottlands Pompeji.
Teorin blev emellertid snabbt omtvistad och på goda grunder. En som tog starkt avstånd från katastroftolkningen var auktoriteten på området, Anna Ritchie:
| ” | Det är en populär myt att byn skulle ha övergivits under en kraftig storm som hotade att omedelbart begrava den i sand. Sanningen är att sandens invasion kom gradvis och att byn redan var övergiven när den begravdes i sanden – och varför den övergavs, vet ingen. | „ |

Teorin om den hastigt övergivna byn, som går tillbaka till Childes utgrävningar i slutet av 1920-talet, har sedan mer eller mindre fallit. För det första, om invånarna tvingades bort av en sandstorm, varför återvände de inte och grävde fram sin bosättning. Den har ju återfunnits mer eller mindre oskadd under sanden. För det andra, sanden låg inte mer än en meter djup flera årtusenden senare. Det tyder mera på en gradvis ansamling av sanden.
Förmodligen övergavs bosättningen en bit i taget – till exempel genom att yngre invånare gav sig av och startade nya bondgårdar på egen hand, när den regionala strukturen kom att ersätta bystrukturen. Då blev de mer konservativa lämnade kvar, allt färre, tills byn var helt avfolkad.
Ett konspiratoriskt påstående som pekas ut av bland andra Christopher Knight och Robert Lomas är att Stonehenge verkar ha övergivits vid ungefär samma tidpunkt.

## Bilder av arkeologiska fynd

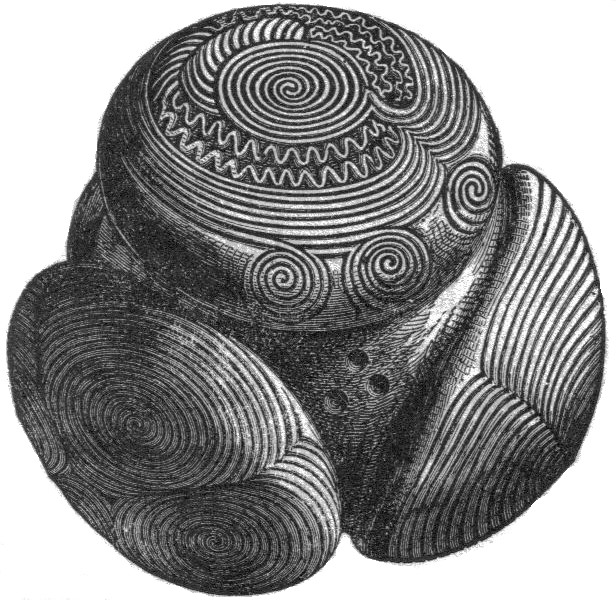
Ett annat exempel på snidat stenklot, detta från Towie vid Aberdeenshire.
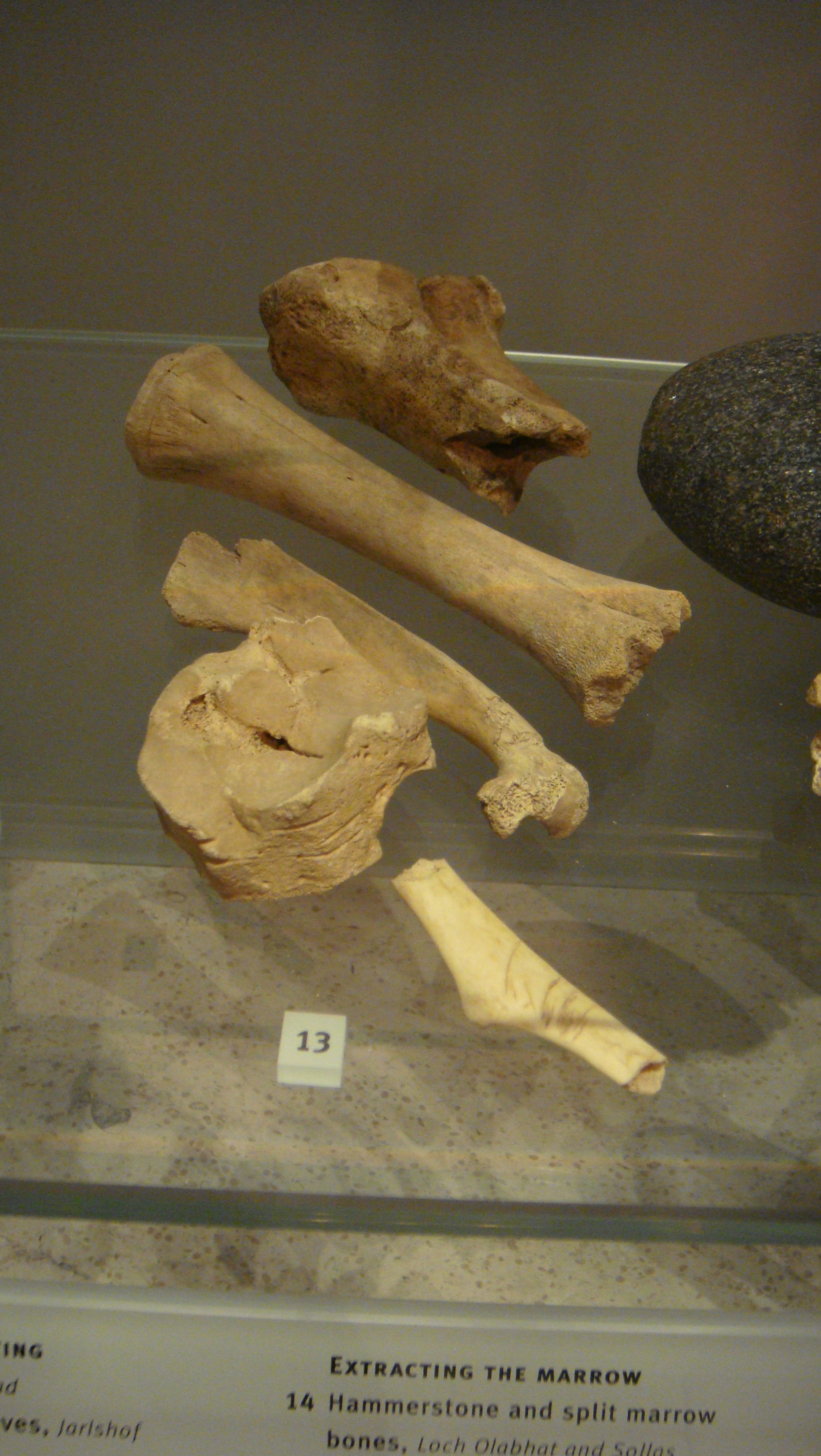
Fynd av ben med slaktmärken.
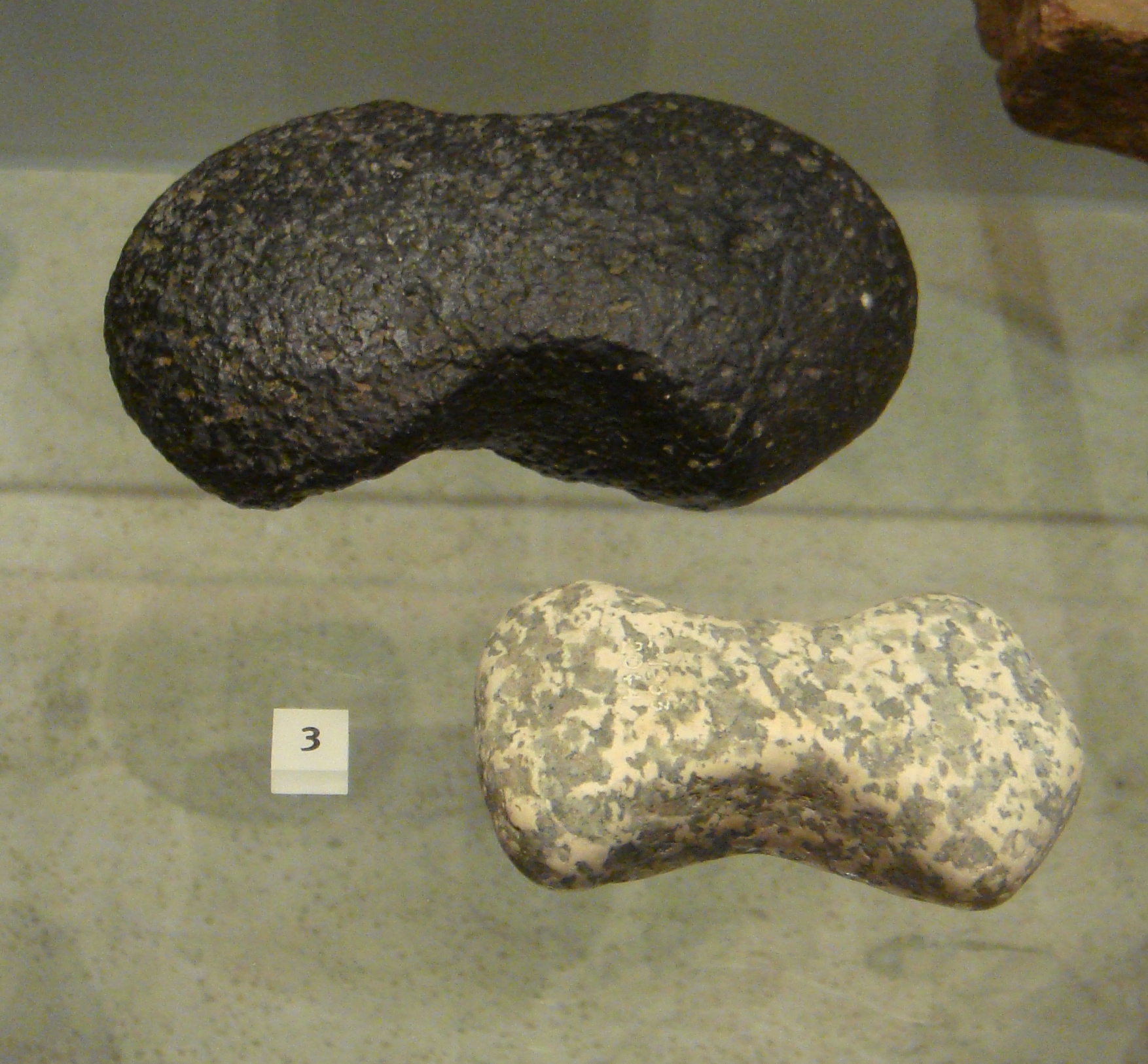
Stenverktyg från Skara Brae.
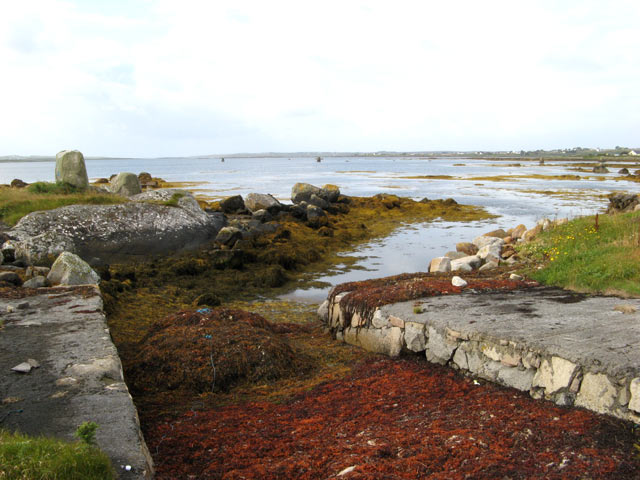
Fynd som gjorts bekräftar att torkade alger användes som bränsle.

## Framtiden

### Det nya hotet mot Skara Brae
Fastän bosättningen byggdes nästan två kilometer från stranden, har den de senaste århundradena alltmer kommit att hotas av havsvattnet. Femtusen år efter uppförande har havet eroderat sig fram till husen. Samma år som skyddet av Skara Brae blev statligt, 1924, drabbades området av en ovanligt svår storm och beslut togs om att bygga en skyddsvall. Sedan 1926 skyddas husen av en betongvägg mot det närmande havet och de hårda höststormarna.
Efter snart etthundra år vittrar betongen och havsvattnet kan komma att bryta sig igenom skyddsvallen och översvämma fornlämningen. Arkeologer har föreslagit att det antingen byggs en ny skyddsvall eller att fornlämningen flyttas, sten för sten. Båda förslagen kräver emellertid en finansiering som ännu inte ordnats.
Julie Gibson, som är arkeolog vid University of the Highlands and Islands, på Orkney kallar Skara Brae för ”Skottlands mest sårbara fornlämning” Gibson ser inte en flytt av fornlämningen som något alternativ: ”Det finns lämningar kvar, som inte grävts ur.”
Den skyddsvall som skyddar Skara Brae från havet kan i sig, indirekt leda till erosion i det omgivande landskapet så att havet kringränner bosättningen på respektive sida om skyddsvallen.
I en vetenskaplig rapport 2016 pekades Skara Brae ut tillsammans med Venedig och Frihetsgudinnan som de kulturlämningar som är mest sårbara på grund av klimatförändringarna.

### Planer för framtiden
Viktiga milstolpar hittills för att säkra Skara Brae har varit:
| Årtal | Händelse |
| ----- | --- |
| 1908  | RCAHMS, Royal Commission on the Ancient and Historical Monuments of Scotland, bildas med ansvar för att dokumentera fornminnen |
| 1924  | Staten tar över ansvaret för Skara Brae                                                                                        |
| 1991  | Historic Scotland bildas som verkställande myndighet med direkt ansvar för underhåll av drygt 360 fornminnen                   |
| 1994  | En utredning kring skyddet av Skara Brae på tillskyndan av den nya myndigheten Historic Scotland                               |
| 1999  | Bosättningen tas upp på Unescos världsarvslista under Heart of Neolithic Orkney                                                |
| 2001  | En skötselplan för fornminnena i området fastställs                                                                            |
| 2013  | En strategisk plan för fornminnena i Skottland tas fram                                                                        |

Framtiden för fornminnet, som har kallats ”Västeuropas bäst bevarade”, är trots nya planer fortfarande oviss. Den utredning som gjordes 1994 på uppdrag av Historic Scotland kring stranderosionen vid Skara Brae rekommenderade visserligen en metod för att skydda fornminnet. Den föreslog en konstgjord strand byggd med stenblock och försedd med vågbrytare. Men förarbetet underkändes och utredningen ledde därför inte till några åtgärder.
När Fiona Hyslop, skotsk utrikesminister (egentligen Cabinet Secretary for Culture and External Affairs) i maj 2013, kallade till presskonferens för att berätta om Skottlands ”första strategiska plan för fornminnen” (Historic Environment Strategy for Scotland), väcktes nya förhoppningar om en lösning för Skara Brae och flera andra fornminnen som riskerar att förstöras. Som Hyslop konstaterade, ”fornminnen ses ofta som självklara, men behöver i praktiken omsorgsfull skötsel och strategisk planering för att bevaras”.
Vad den strategiska planeringen ska komma att innebära för Skara Braes överlevnad som fornminne står fortfarande 2014 inte klart.

## Andra bosättningar i Orkney
En liknande, men mindre bosättning hittades vid Rinyo på Rousay vintern 1937–38. Den grävdes ut 1938 och 1946 av Vere Gordon Childe och W. G. Grant.
Knap of Howar på Orkneyön Papa Westray är en välbevarad stenåldersbosättning, som kan vara det allra äldsta bevarade stenhuset i norra Europa. Kol-14-datering tyder på att bosättningen anlades 3700 f Kr.
Utgrävningar vid Links of Noltland på Westray har lett till fynd som uppvisar stora likheter med fynden vid Skara Brae.

## Etymologi
Betydelsen av Skara Brae är omtvistad. Språken har blandats friskt i området. Det enda som med säkerhet kan sägas är att bosättarna för femtusen år sedan sa något annat, om de nu benämnde bosättningen med något annat än "hem".
En teori är att namnet influerats av norskan, eftersom Orkneyöarna under flera hundra år var under norskt inflytande.
Skara kan härledas till norska ”skåra” i betydelsen skråma, ärr. Det kan alternativt härledas till norskans ”sker” (engelska ”skerry”), en klippa i sjön. Jämför det lilla skotska fiskeläget Skerray, i Sutherland, där namnet härletts till skotska gaeliskans Sgeirea, i denna betydelse.
”Brae” betyder på skotska kulle eller sluttning. I shetländsk dialekt ska det ha haft en annan betydelse, och kommit från gammelnorskans ”breiðr” som betyder bred.
Tillförlitliga källor står inte att finna, vilket visar hur svår den etymologiska härledningen kan vara där språken influerat varandra under lång tid och namnen är gamla. Skara Brae skulle alltså kunna ha betytt ”Den breda klippan i sjön”, men också lika gärna ”Den skrovliga sluttningen”.
Här bör tilläggas att befolkningen för hundra år sedan lika ofta sa Skerrabra som Skara Brae.
En helt annan tolkning av namnet Skara Brae gör Jordan och Effland. De menar att namnet bokstavligen kan översättas som skarvarnas kulle.

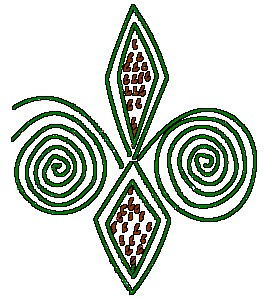
Skara Braes berömda mönster eller logotyp.

## En logotyp för Skara Brae
Bland de arkeologiska fynd som beskrivits ovan finns ett antal som har ett karaktäristiskt mönster, två spiraler och två romber. Mönstret dekorerar husen, men har framför allt hittats på krukskärvor. Det har kommit att bli ett signum för Skara Brae och är populärt bland konsthantverkare och keramiker på Orkney. Mönstret är annars känt från ett flertal andra fyndplatser, till exempel från Newgrange på Irland som är samtida med Skara Brae, vid Barclodiad y Gawres, på Anglesey i Wales och på Iberiska halvön.

## Skara Brae i populärkulturen
- Skara Brae är platsen där dataspelet The Bard's Tale utspelas.[86] Även spelserien Ultima, Ultima Online och Wizardry har lånat ett av sina stadsnamn härifrån.[87]
- Barnboken The Boy with the Bronze Axe av Kathleen Fidler utspelar sig under Skara Braes sista dagar.[88]
- I science-fictionförfattaren Kim Stanley Robinsons kortroman A History of the Twentieth Century (1991) besöker huvudpersonen Skara Brae och andra stenåldersbosättningar på Orkneyöarna som del i en resa som han gör för att få perspektiv på 1900-talets våldsamma historia.[89]
- I en brittisk frimärksutgåva 2017 förekommer flera frimärken med motiv från Skara Brae.[90]

### Treasuredplaces.org
I samband med sitt etthundraårsjubileum gjorde RCAHMS en omröstning hos allmänheten, om sina arkivfoton. Etthundra bilder fick tävla. Skara Brae tog en åttondeplats, med en bild ur ”Vere Gordon Childe Collection”, ett fotografi taget vid utgrävningarna 1930.

### Musikgruppen
Skara Brae har gett namn åt den irländska musikgrupp med traditionell irländsk musik som bildades 1970, av medlemmarna Micheal O Domhnaill, Tríona Ní Dhomhnaill, Maighread Ni Dhomhnaill och Dáithí Sproule. Förutom live-spelningar utkom ett musikalbum innan gruppen splittrades 1972. Albumet fick namnet ”Skara Brae” och bestod av gaeliska visor.
Gruppen återförenades 1998 för en konsert i Irland och 2013 igen, för en USA-turné.